# Nossa Senhora do Milagre
Nossa Senhora do Milagre ou de Sião (em italiano: Madonna del Miracolo) é um dos títulos com que a Virgem Maria é invocada desde sua aparição em Roma ao judeu Alphonse Ratisbonne, no dia 20 de janeiro de 1842, que resultou em sua conversão ao catolicismo. Sua memória litúrgica é celebrada no dia 20 de janeiro pela Igreja Católica.

## História

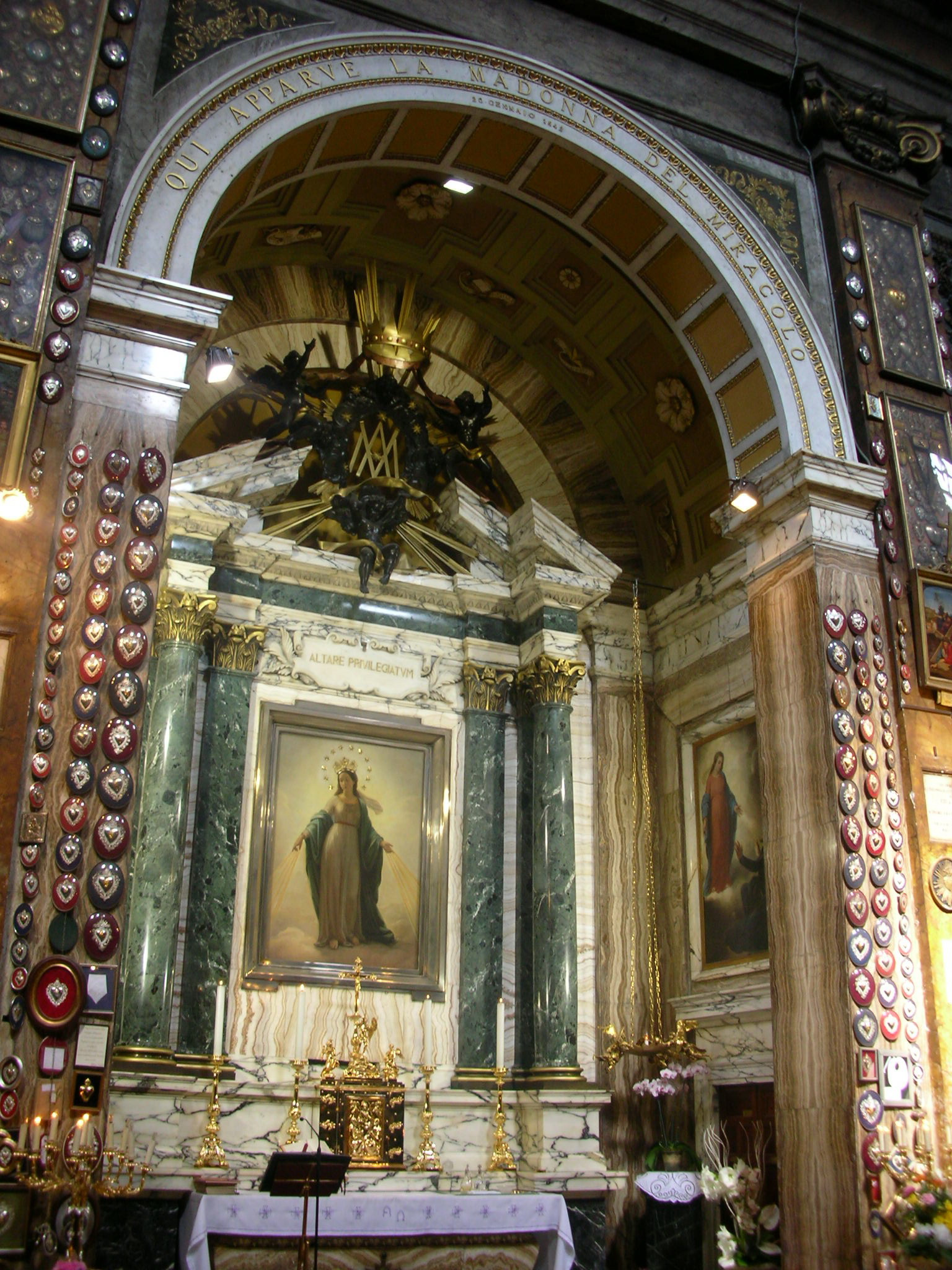
A capela da "Madonna del Miracolo" na Basílica de Sant'Andrea delle Fratte

No ano de 1842, o judeu francês Alphonse Ratisbonne, foi visitar um de seus amigos que morava em Roma, na Itália, e que era um membro fiel da Igreja Católica. Alguns anos antes, a Santíssima Virgem Maria aparece em Paris, França, e confia a Santa Catarina Labouré a missão de propagar a Medalha Milagrosa com sua efígie. Muito rapidamente, a medalha tornou-se popular e foi assim que um amigo de Alphonse Ratisbonne, o Barão de Bussierre, lhe ofereceu uma. Ele aceitou-a, acompanhada de uma oração para rezar. Alguns dias depois, em 20 de janeiro de 1842, Alphonse seguiu acompanhado de seu amigo para a igreja de Sant'Andrea delle Fratte. Enquanto seu amigo foi falar com o padre, Alphonse aproveitou para conhecer o templo, ajoelhou-se e rezou. Naquele exato momento, segundo ele, a Virgem Santíssima lhe apareceu e o abençoou. Seu amigo Bussierre o encontrou transformado e Ratisbonne respondeu: "Ela não me disse nada, mas eu entendi tudo".
Após este evento místico, ele se converteu e tornou-se católico. Tempos depois, Alphonse tornou-se padre e missionário - particularmente para os judeus e muçulmanos de Jerusalém - e fundou vários mosteiros na Terra Santa, incluindo o convento de Ecce Homo em Jerusalém em 1858. Ele até escreveu um livro sobre sua experiência com a Virgem Maria. Esta aparição levou ao reconhecimento oficial da Medalha Milagrosa pela Igreja Católica.
No dia 3 de junho de 1842, a Santa Sé aprova a aparição relatada por Alphonse Ratisbonne. Em 17 de janeiro de 1892, o Papa Leão XIII coroa solenemente a pintura de Nossa Senhora do Milagre com um diadema. No ano de 1942, o Papa Pio XII eleva a categoria de basílica a igreja de Sant'Andrea e em 1960, São João XXIII a torna um título cardinalício. Hoje, a memória da Madonna del Miracolo é celebrada todos os dias no dia 20 de janeiro, dia da aparição à Alphonse Ratisbonne.